# Штаффгорст
Штаффгорст (нім. Staffhorst) — громада в Німеччині, розташована в землі Нижня Саксонія. Входить до складу району Діпгольц. Складова частина об'єднання громад Зіденбург.
Площа — 14,61 км2. Населення становить 525 ос. (станом на 31 грудня 2021).